# Adlikon
Adlikon (toponimo tedesco; informalmente anche Adlikon bei Andelfingen) è un comune svizzero di 666 abitanti del Canton Zurigo, nel distretto di Andelfingen.

## Storia
Il comune fu istituito nel 1817 per scorporo da quello di Andelfingen e da esso nel 1872 fu a sua volta scorporata la località di Humlikon, divenuta comune autonomo.

## Società

### Evoluzione demografica
L'evoluzione demografica è riportata nella seguente tabella:
Abitanti censiti

## Amministrazione
Ogni famiglia originaria del luogo fa parte del cosiddetto comune patriziale e ha la responsabilità della manutenzione di ogni bene ricadente all'interno dei confini del comune.